# Gran Premio d'Italia 2001
Il Gran Premio d'Italia 2001 è stato un Gran Premio di Formula 1 disputato il 16 settembre 2001 sull'autodromo di Monza. La gara vide la prima vittoria in Formula 1 di Juan Pablo Montoya, al volante della Williams - BMW. Il pilota colombiano precedette sul traguardo Rubens Barrichello su Ferrari e il compagno di squadra Ralf Schumacher.

## Vigilia

### Aspetti sportivi

Le Ferrari F2001 in azione sul tracciato brianzolo senza marchi pubblicitari sulle livree e con musetti neri listati a lutto, in segno di rispetto per gli attentati dell'11 settembre 2001 avvenuti cinque giorni prima.

In seguito agli attentati dell'11 settembre 2001 e al grave incidente occorso quattro giorni dopo ad Alessandro Zanardi in una gara del campionato CART sul Lausitzring, nel quale il pilota bolognese perse entrambe le gambe, diversi piloti chiesero di non disputare il fine settimana di Monza; la loro richiesta fu però respinta da Bernie Ecclestone, principalmente per non perdere i soldi derivanti dai diritti televisivi. La domenica mattina, in conseguenza delle notizie sull'incidente di Zanardi, e memori della tragedia avvenuta l'anno precedente proprio sul tracciato brianzolo, nel quale aveva perso la vita un commissario di percorso, Paolo Gislimberti, durante l'abituale riunione dei piloti fu proposto di neutralizzare la gara limitatamente alla partenza, non effettuando sorpassi nelle prime due curve: la decisione fu apertamente osteggiata da Flavio Briatore, manager della Renault, e dai responsabili della BAR e della Arrows, che proibirono ai propri piloti di aderire all'iniziativa.
Non essendoci unanimità sulla decisione, la gara fu disputata regolarmente. I piloti osservarono un minuto di silenzio prima della gara per ricordare le vittime degli attentati e fu concordato di evitare i consueti festeggiamenti con lo champagne sul podio. Per lo stesso motivo, in casa Ferrari fu deciso di rimuovere i marchi pubblicitari sia dall'abbigliamento dei membri della squadra corse (compresi anche altri gadget) sia dalle stesse monoposto; ulteriormente, i musetti delle F2001 vennero listati a lutto dipingendoli di nero, come succederà 4 anni dopo in Bahrein per la morte di Papa Giovanni Paolo II, così come i piloti Michael Schumacher e Rubens Barrichello indossarono di nero anche una fascia al braccio.
A causa dei postumi del grave incidente capitatogli durante il Gran Premio del Belgio, Luciano Burti cedette il suo posto alla Prost al ceco Tomáš Enge. La Minardi, invece, sostituì Tarso Marques con un pilota pagante, Alex Yoong, il quale avrebbe guidato per la scuderia faentina nelle ultime tre gare della stagione; Marques rimase comunque all'interno della squadra come collaudatore e pilota di riserva. Enge e Yoong furono rispettivamente il primo ceco e il primo malese a prendere parte a un Gran Premio di Formula 1.
Infine, la McLaren annunciò di aver messo sotto contratto per cinque anni Kimi Räikkönen, affiancandolo a David Coulthard. L'annuncio seguì quello del ritiro dalle competizioni di Mika Häkkinen: il due volte campione del mondo dichiarò di volersi prendere un anno sabbatico per poter passare più tempo con la famiglia.

### Aspetti tecnici
Molte scuderie adottarono la stessa configurazione aerodinamica impiegata sul veloce circuito di Hockenheim; fece eccezione la Jordan, che presentò un inedito alettone posteriore caratterizzato da un solo profilo invece dei due tradizionali; Sempre il team irlandese non portò in pista la nuova carrozzeria introdotta al Gran Premio d'Ungheria, risultando inoltre l'unica scuderia, insieme alla Minardi, a impiegare un alettone anteriore con il secondo flap interrotto nella parte centrale.
La Ferrari, infine, scelse di disputare il week-end di gara con dei dischi dei freni forniti dalla Carbon Industrie, risultati vittoriosi con la Williams sugli impegnativi circuiti di Imola, Montréal e Hockenheim, in luogo degli usuali Brembo.

## Prove libere

### Risultati
Nelle prime prove libere Kimi Räikkönen fu protagonista di un violento incidente alla prima variante, rischiando oltretutto di colpire la Minardi di Marques ferma in quel punto
Nella prima sessione di prove di venerdì i risultati furono i seguenti:
| Pos | No | Pilota             | Costruttore        | Tempo    |
| --- | -- | ------------------ | ------------------ | -------- |
| 1   | 1  | Michael Schumacher | Ferrari            | 1'25"524 |
| 2   | 4  | David Coulthard    | McLaren - Mercedes | 1'25"592 |
| 3   | 2  | Rubens Barrichello | Ferrari            | 1'25"728 |

Nella seconda sessione di prove di venerdì i risultati furono i seguenti:
| Pos | No | Pilota             | Costruttore    | Tempo    |
| --- | -- | ------------------ | -------------- | -------- |
| 1   | 5  | Ralf Schumacher    | Williams - BMW | 1'24"667 |
| 2   | 6  | Juan Pablo Montoya | Williams - BMW | 1'25"067 |
| 3   | 1  | Michael Schumacher | Ferrari        | 1'25"131 |

Nella sessione di prove di sabato mattina i risultati furono i seguenti:
| Pos | No | Pilota             | Costruttore    | Tempo    |
| --- | -- | ------------------ | -------------- | -------- |
| 1   | 1  | Michael Schumacher | Ferrari        | 1'23"178 |
| 2   | 6  | Juan Pablo Montoya | Williams - BMW | 1'23"477 |
| 3   | 2  | Rubens Barrichello | Ferrari        | 1'23"762 |

## Qualifiche

### Resoconto
Montoya sfruttò al meglio la potenza del motore BMW della Williams e conquistò la pole position, dominando le qualifiche sin dall'inizio della sessione. Alle sue spalle si piazzò Barrichello, che per la prima volta nella stagione batté il compagno di squadra Michael Schumacher, terzo. Ralf Schumacher, insoddisfatto dell'assetto della sua vettura, fece segnare il quarto tempo, precedendo Trulli e le due McLaren di Coulthard e Häkkinen. Il finlandese andò a sbattere violentemente contro le barriere alla seconda di Lesmo verso la fine della sessione provocando l'esposizione della bandiera rossa. La Benetton disputò una delle migliori sessioni di qualifica dall'inizio della stagione, piazzando Button in undicesima posizione e Fisichella in quattordicesima. In fondo alla griglia i debuttanti Enge e Yoong ottennero prestazioni all'interno del 107% del tempo di Montoya, qualificandosi per la gara.

### Risultati
| Pos | No | Pilota                | Costruttore        | Pneumatici | Tempo    | Distacco |
| --- | -- | --------------------- | ------------------ | ---------- | -------- | -------- |
| 1   | 6  | Juan Pablo Montoya    | Williams - BMW     | M          | 1'22"216 |          |
| 2   | 2  | Rubens Barrichello    | Ferrari            | B          | 1'22"528 | +0"312   |
| 3   | 1  | Michael Schumacher    | Ferrari            | B          | 1'22"624 | +0"408   |
| 4   | 5  | Ralf Schumacher       | Williams - BMW     | M          | 1'22"841 | +0"625   |
| 5   | 11 | Jarno Trulli          | Jordan - Honda     | B          | 1'23"126 | +0"910   |
| 6   | 4  | David Coulthard       | McLaren - Mercedes | B          | 1'23"148 | +0"932   |
| 7   | 3  | Mika Häkkinen         | McLaren - Mercedes | B          | 1'23"394 | +1"178   |
| 8   | 16 | Nick Heidfeld         | Sauber - Petronas  | B          | 1'23"417 | +1"201   |
| 9   | 17 | Kimi Räikkönen        | Sauber - Petronas  | B          | 1'23"595 | +1"379   |
| 10  | 19 | Pedro de la Rosa      | Jaguar - Ford      | M          | 1'23"693 | +1"477   |
| 11  | 8  | Jenson Button         | Benetton - Renault | M          | 1'23"892 | +1"676   |
| 12  | 22 | Heinz-Harald Frentzen | Prost - Acer       | M          | 1'23"943 | +1"727   |
| 13  | 18 | Eddie Irvine          | Jaguar - Ford      | M          | 1'24"031 | +1"815   |
| 14  | 7  | Giancarlo Fisichella  | Benetton - Renault | M          | 1'24"090 | +1"874   |
| 15  | 10 | Jacques Villeneuve    | BAR- Honda         | B          | 1'24"164 | +1"948   |
| 16  | 12 | Jean Alesi            | Jordan - Honda     | B          | 1'24"198 | +1"982   |
| 17  | 9  | Olivier Panis         | BAR- Honda         | B          | 1'24"677 | +2"461   |
| 18  | 15 | Enrique Bernoldi      | Arrows - Asiatech  | B          | 1'25"444 | +3"228   |
| 19  | 14 | Jos Verstappen        | Arrows - Asiatech  | B          | 1'25"511 | +3"295   |
| 20  | 23 | Tomáš Enge            | Prost - Acer       | M          | 1'26"039 | +3"823   |
| 21  | 21 | Fernando Alonso       | Minardi - European | M          | 1'26"218 | +4"002   |
| 22  | 20 | Alex Yoong            | Minardi - European | M          | 1'27"463 | +5"247   |

## Warm up
Nel warm up di domenica mattina i migliori tempi furono i seguenti:
| Pos | No | Pilota             | Costruttore        | Tempo    |
| --- | -- | ------------------ | ------------------ | -------- |
| 1   | 1  | Michael Schumacher | Ferrari            | 1'26"029 |
| 2   | 4  | David Coulthard    | McLaren - Mercedes | 1'26"086 |
| 3   | 6  | Juan Pablo Montoya | Williams - BMW     | 1'26"247 |

## Gara

### Resoconto

Il colombiano Juan Pablo Montoya festeggia sul podio per la sua prima vittoria in Formula 1

Prima dell'inizio del giro di ricognizione Heidfeld e Fisichella accusarono problemi tecnici sulle proprie vetture e dovettero ricorrere ai muletti, prendendo il via dalla corsia dei box. Alla prima frenata dopo la partenza Button tamponò Trulli, ponendo fine alla gara del pilota italiano e danneggiando il musetto della propria vettura. L'incidente creò scompiglio nella seconda parte del gruppo: Häkkinen perse diverse posizioni, mentre Verstappen risalì addirittura in ottava posizione.
Alla fine del primo giro Montoya conduceva la gara davanti a Barrichello, Ralf Schumacher, Michael Schumacher, Coulthard, de la Rosa e Irvine: quest'ultimo cominciò subito a perdere diverse posizioni a causa di un problema meccanico che lo portò al ritiro dopo quattordici giri. Al settimo giro sulla McLaren di Coulthard cedette il motore; un problema analogo causò in seguito anche il ritiro di Häkkinen una decina di tornate più tardi. In testa alla gara Barrichello, nettamente più veloce del rivale, mise sotto pressione Montoya, sopravanzandolo durante il nono giro. Il pilota colombiano fu poi avvicinato anche da Michael Schumacher, il quale, però, non riuscì a sorpassarlo. La differenza di prestazioni tra Ferrari e Williams nella prima parte di gara era dovuta principalmente alla diversa tattica scelta dalle due scuderie, che prevedeva rispettivamente una e due soste ai box: il primo a rifornire fu Michael Schumacher al diciottesimo passaggio, imitato dal compagno di squadra una tornata più tardi. Il pit stop di Barrichello fu più lungo del dovuto per un problema con il bocchettone del carburante, inconveniente che gli costò circa sei secondi.
In seguito alle soste dei due ferraristi Montoya e Ralf Schumacher si trovarono in testa alla corsa. Il pilota colombiano effettuò la sua unica sosta al 28º giro, mentre il tedesco proseguì addirittura fino al 35º passaggio. Montoya tornò in pista davanti a Michael Schumacher, ma alle spalle di Barrichello: quando quest'ultimo tornò ai box per la seconda volta, dopo 41 tornate, fu sopravanzato anche da Ralf Schumacher. Il pilota brasiliano cominciò però una veloce rimonta, sopravanzandolo nel corso del 47º passaggio. Negli ultimi giri Montoya mantenne saldamente il comando della corsa, conquistando la prima vittoria in carriera davanti a Barrichello, Ralf Schumacher, Michael Schumacher, de la Rosa e Villeneuve, che resistette nelle ultime tornate agli attacchi di Räikkönen.
Sul podio, come già stabilito in precedenza, i piloti non presero parte ai festeggiamenti con lo champagne dopo le premiazioni, a seguito delle vicende relative agli attentati dell'11 settembre 2001.

### Risultati
| Pos      | No | Pilota                | Costruttore        | Pneumatici | Giri | Tempo/Ritiro e posizione al ritiro/Media oraria | Partenza | Punti |
| -------- | -- | --------------------- | ------------------ | ---------- | ---- | ----------------------------------------------- | -------- | ----- |
| 1        | 6  | Juan Pablo Montoya    | Williams - BMW     | M          | 53   | 1h16'58"493 - 239.103 km/h                      | 1        | 10    |
| 2        | 2  | Rubens Barrichello    | Ferrari            | B          | 53   | +5"175                                          | 2        | 6     |
| 3        | 5  | Ralf Schumacher       | Williams - BMW     | M          | 53   | +17"335                                         | 4        | 4     |
| 4        | 1  | Michael Schumacher    | Ferrari            | B          | 53   | +24"991                                         | 3        | 3     |
| 5        | 19 | Pedro de la Rosa      | Jaguar - Ford      | M          | 53   | +1'14"984                                       | 10       | 2     |
| 6        | 10 | Jacques Villeneuve    | BAR- Honda         | B          | 53   | +1'22"469                                       | 15       | 1     |
| 7        | 17 | Kimi Räikkönen        | Sauber - Petronas  | B          | 53   | +1'23"107                                       | 9        |       |
| 8        | 12 | Jean Alesi            | Jordan - Honda     | B          | 52   | +1 giro                                         | 16       |       |
| 9        | 9  | Olivier Panis         | BAR- Honda         | B          | 52   | +1 giro                                         | 17       |       |
| 10       | 7  | Giancarlo Fisichella  | Benetton - Renault | M          | 52   | +1 giro                                         | 14       |       |
| 11       | 16 | Nick Heidfeld         | Sauber - Petronas  | B          | 52   | +1 giro                                         | 8        |       |
| 12       | 23 | Tomáš Enge            | Prost - Acer       | M          | 52   | +1 giro                                         | 20       |       |
| 13       | 21 | Fernando Alonso       | Minardi - European | M          | 51   | +2 giri                                         | 21       |       |
| Ritirato | 15 | Enrique Bernoldi      | Arrows - Asiatech  | B          | 46   | Impianto elettrico (13º)                        | 18       |       |
| Ritirato | 20 | Alex Yoong            | Minardi - European | M          | 44   | Testacoda (15º)                                 | 22       |       |
| Ritirato | 22 | Heinz-Harald Frentzen | Prost - Acer       | M          | 28   | Trasmissione (9º)                               | 12       |       |
| Ritirato | 14 | Jos Verstappen        | Arrows - Asiatech  | B          | 25   | Alimentazione (14º)                             | 19       |       |
| Ritirato | 3  | Mika Häkkinen         | McLaren - Mercedes | B          | 19   | Trasmissione (9º)                               | 7        |       |
| Ritirato | 18 | Eddie Irvine          | Jaguar - Ford      | M          | 14   | Motore (18º)                                    | 13       |       |
| Ritirato | 4  | David Coulthard       | McLaren - Mercedes | B          | 6    | Motore (5º)                                     | 6        |       |
| Ritirato | 8  | Jenson Button         | Benetton - Renault | M          | 4    | Motore (21º)                                    | 11       |       |
| Ritirato | 11 | Jarno Trulli          | Jordan - Honda     | B          | 0    | Collisione con J.Button                         | 5        |       |

## Classifiche

### Piloti
| Pos. | Pilota                | Punti |
| ---- | --------------------- | ----- |
| 1    | Michael Schumacher    | 107   |
| 2    | David Coulthard       | 57    |
| 3    | Rubens Barrichello    | 54    |
| 4    | Ralf Schumacher       | 48    |
| 5    | Juan Pablo Montoya    | 25    |
| 6    | Mika Häkkinen         | 24    |
| 7    | Jacques Villeneuve    | 12    |
| 8    | Nick Heidfeld         | 11    |
| 9    | Kimi Räikkönen        | 9     |
| 9    | Jarno Trulli          | 9     |
| 11   | Giancarlo Fisichella  | 8     |
| 12   | Heinz-Harald Frentzen | 6     |
| 13   | Jean Alesi            | 5     |
| 13   | Olivier Panis         | 5     |
| 15   | Eddie Irvine          | 4     |
| 16   | Pedro de la Rosa      | 3     |
| 17   | Jenson Button         | 2     |
| 18   | Jos Verstappen        | 1     |

### Costruttori
| Pos. | Team               | Punti |
| ---- | ------------------ | ----- |
| 1    | Ferrari            | 161   |
| 2    | McLaren - Mercedes | 81    |
| 3    | Williams - BMW     | 73    |
| 4    | Sauber - Petronas  | 20    |
| 5    | BAR- Honda         | 17    |
| 6    | Jordan - Honda     | 16    |
| 7    | Benetton - Renault | 10    |
| 8    | Jaguar - Ford      | 7     |
| 9    | Prost - Acer       | 4     |
| 10   | Arrows - Asiatech  | 1     |